# Römerlager Beckinghausen
Die Entdeckung des als Uferkastell bekannt gewordenen Römerlagers bei Beckinghausen (heute ein Ortsteil Lünens) geht auf Vermutungen des Pfarrers Otto Prein zurück. Wie er herausfand, waren im Bereich des Beckinghauser Friedhofes angeblich noch im 19. Jahrhundert römische Funde im Fluss Lippe (Lupia) gemacht worden. Auch eine Furt durch die Lippe soll es damals noch an jener Stelle gegeben haben. Prein vermutete daher, dass die Römer in diesem Bereich einen befestigten Lippeübergang gebaut haben könnten.
Im Jahr 1906 fanden sich dort tatsächlich Keramikscherben, die von Constantin Koenen aus Neuss in die erste Hälfte des 1. Jahrhunderts n. Chr. datiert wurden. Im Jahr 1911 konnten die Ausgräber des nahe gelegenen Römerlagers Oberaden, Albert Baum und Gerhard Kropatschek, bei einer Suchgrabung Preins Vermutung bestätigen. Weitere Grabungen fanden in den Jahren 1912 bis 1914 statt. Dabei konnten mittels einzelner Suchschnitte Größe und Gestalt der Befestigung festgestellt werden; größere Flächen wurden nicht erkundet. Auch 1937 und 1938 wurde gegraben. Zur bislang letzten Ausgrabung kam es im Jahr 1995–1998. Ein umfangreicher Befund ergab sich nicht, weil die Fläche erheblich gestört ist. Das einzige sichere Gebäude im Lagerinneren ist ein 12,30 m breiter und 13,20 m langer Speicherbau (horreum).
Das Militärlager liegt an einem steil zur Lippe hin abfallenden Hochufer; es ist von ovaler Gestalt. Bei einer maximalen Länge von 185 m und einer Breite von 88 m misst seine Fläche rund 1,6 ha. Drei parallel verlaufende Spitzgräben umgaben die Anlage im Westen, Süden und Osten, der innere bis zu 3,7 m breit und mehr als 2 m tief. Nach Norden hin schützte das 11 m abfallende Steilufer der Lippe das Lager. Hinter den Gräben lag eine 3 m breite Holz-Erde-Mauer, möglicherweise alle 30 m durch Türme verstärkt. Eine Toranlage wurde nur im Westen der Anlage gefunden. Die zwei inneren Spitzgräben waren hier durch eine Erdbrücke unterbrochen.
Innerhalb des Lagers wurden vier Straßengräben gefunden. Der Wallstraßengraben verläuft im Abstand von 7 m parallel zur Holz-Erde-Mauer, zwei weitere verlaufen im Abstand von bis zu 25 m nahezu parallel entlang der Längsachse des Lagers. An der Toranlage im Westen wurden neben zwei unklaren Gebäudegrundrissen einige Gruben entdeckt. Zwei von ihnen waren Töpferöfen, in denen Tonwaren hergestellt wurden; in einem der Öfen wurden mehrere ziegelartige Steine gefunden.
Die Datierung des Uferkastells ist auf die Jahre 11 bis 8/7 v. Chr., also zeitgleich mit dem Römerlager Oberaden, anzusetzen. Beide Lager stehen im Zusammenhang mit den Drusus-Feldzügen (12–8 v. Chr.). Wenige Münzen und Keramikfunde werden ebenfalls als zeitgleich mit den Funden aus Oberaden eingestuft.
s. auch: Germania magna